# Allancastria deyrollei
Allancastria deyrollei is een vlinder uit de familie van de pages (Papilionidae). De wetenschappelijke naam werd gepubliceerd in 1869 door Oberthür.